# Orquestra Sinfônica de Quebec

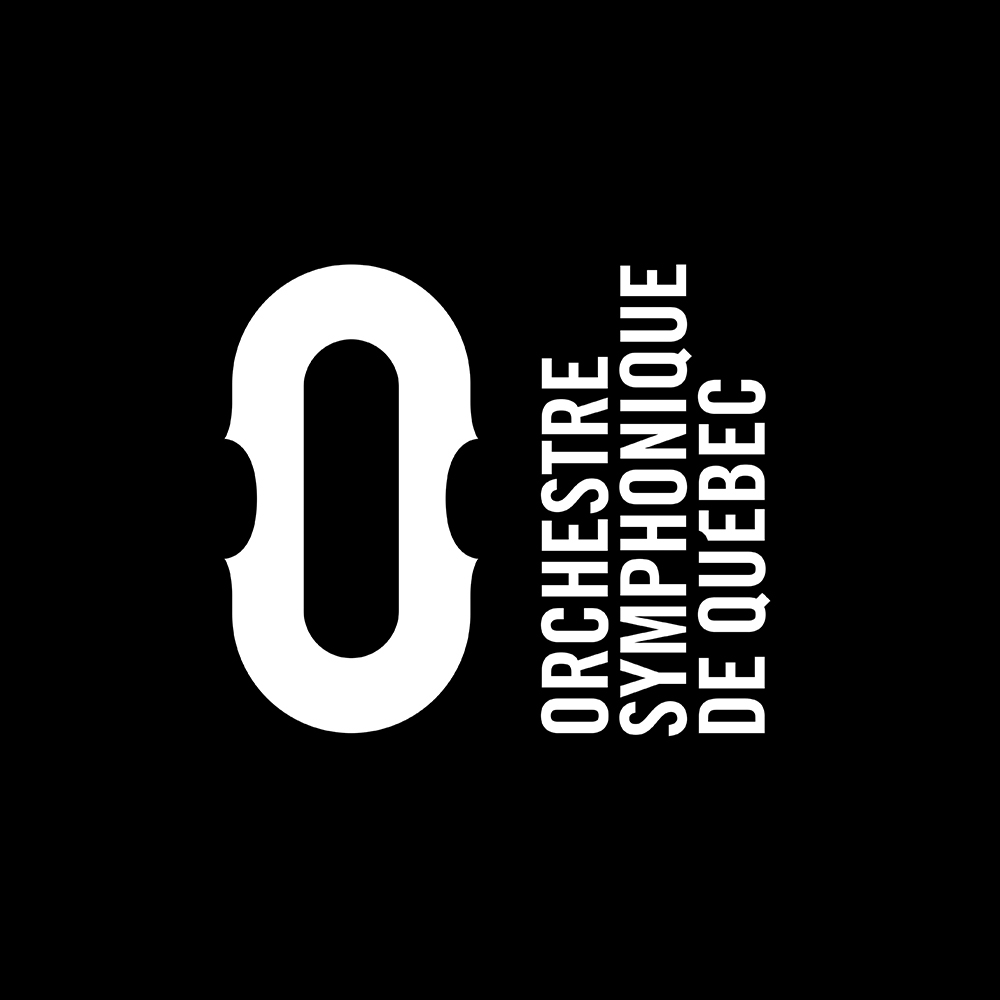
Logo da Orchestre Symphonique de Québec (desde 2017)

A Orquestra Sinfônica de Quebec ou Orquestra Sinfónica de Quebec (em francês:  Orchestre Symphonique de Québec) é uma orquestra sinfônica canadense baseada na cidade de Quebec (cidade).
A orquestra foi fundada em 1902 como Sociedade Sinfônica de Québec (Société Symphonique de Québec) e é a mais antiga orquestra canadense ainda ativa. Joseph Vézina foi o primeiro diretor musical, de 1902 até 1927. Em 1942 a orquestra uniu-se com sua rival, Círculo Filarmônico de Québec (Cercle Philharmonique de Québec), que foi fundada em 1936, assim mudou seu nome, para o que usa atualmente.
A orquestra participa de uma competição anual para jovens músicos de Quebec, com prêmios em dinheiro e até a oportunidade de atuar como solista junto da orquestra. A orquestra apresenta-se no Teatro Lírico de Quebec (Théâtre Lyrique du Québec), na Ópera de Quebec (Opéra du Québec) e com o Coro Sinfônico de Quebec (Choeur Symphonique du Québec).
Desde 1998, o diretor musical é Yoav Talmi. Seu contrato vai até o fim de 2011.

## Diretores Musicais
- Joseph Vézina (1902-1924)
- Robert Talbot (1924-1942)
- Edwin Bélanger (1942-1951)
- Wilfrid Pelletier (1951-1966)
- Françoys Bernier (1966-1968)
- Pierre Dervaux (1968-1975)
- James DePreist (1976-1983)
- Simon Streatfeild (1983-1991)
- Pascal Verrot (1991-1998)
- Yoav Talmi (1998-presente)